# Helaeomyia bacoa
Helaeomyia bacoa är en tvåvingeart som beskrevs av Wayne N. Mathis och Tadeusz Zatwarnicki 1998. Helaeomyia bacoa ingår i släktet Helaeomyia och familjen vattenflugor. Inga underarter finns listade i Catalogue of Life.